# Reghaïa
Réghaïa (în arabă الرغاية) este o comună din provincia Alger, Algeria.
Populația comunei este de 85.452 locuitori (2008).